# SS Suevic
SS Suevic był parowcem zbudowanym przez stocznię Harland and Wolff w Belfaście dla White Star Line. Był piątym i ostatnim liniowcem oceanicznym typu Jubilee, zbudowanym specjalnie do służby na linii Liverpool–Kapsztad–Sydney. W 1907 rozbił się na południowym wybrzeżu Anglii – po największej wtedy akcji ratowniczej, wszyscy pasażerowie i członkowie załogi zostali uratowani. Statek został rozmyślnie rozdzielony na dwie części i dobudowano mu nowy dziób do uratowanej rufy. Później służył jako norweski statek wielorybniczy – przetwórnia nosząc nazwę Skytteren. Został samozatopiony w pobliżu szwedzkiego wybrzeża w 1942, by zapobiec przejęciu jednostki przez nazistowskie Niemcy.

## Projekt i budowa
Gdy linia White Star zainaugurowała połączenie pomiędzy Liverpoolem a Sydney w 1899 wprowadziła do służby trzy statki zbudowane do obsługi tej linii: „Afric”, „Medic” i „Persi”. Wszystkie trzy były jednokominowymi linowcami o pojemności 12 000 GRT i mogły przewozić 320 pasażerów trzeciej klasy. Ponieważ okręty zostały zwodowane w ostatnim roku XIX wieku, zostały nazwane typem Jubilee (pl. jubileuszowym), co było odbiciem popularnego poczucia nadchodzącego nowego wieku. Wraz ze wzrostem popularności linii wśród imigrantów chcących przedostać się do Australii linia White Star zdecydowała się na zamówienie kolejnych dwóch jednostek tego typu, które miały być trochę większe od poprzednich trzech. Pierwszy z nich był „Runic” (druga jednostka nosząca tę nazwę), który został zwodowany 25 października 1900. Drugi i największy przedstawiciel typu, „Suevic”, miał pojemność 12 531 GRT. Przy budowie statków „Runic” i „Suevic” wprowadzono kilka zmian w projekcie: najbardziej widoczną było wydłużenie pokładu rufowego i przesunięcie mostka bliżej dziobu. Nowe statki mogły przewozić 400 pasażerów i miały siedem ładowni towarowych, niektóre z nich były wyposażone w urządzenia chłodnicze.

## Służba pod banderą White Star
„Suevic” został zwodowany 8 grudnia 1900, w dziewiczą podróż do Sydney wyruszył 23 marca 1901. Wkrótce potem wraz z czterema siostrzanymi jednostkami został wykorzystany do przewożenia żołnierzy potrzebnych w wojnie burskiej w Afryce Południowej. W sierpniu 1901 statek wykonał pierwszą i jedyną podróż z Liverpoolu do Nowego Jorku. Gdy wojna burska zakończyła się linia White Star mogła w końcu wznowić regularne comiesięczne połączenie z Australią przy wykorzystaniu statków typu Jubilee.
W jednej z podróży w 1903 roku młody oficer Charles Lightoller został, za karę, przydzielony do załogi „Suevic”. W czasie podróży poznał 18-letnią dziewczynę, która wracała do domu w Sydney. Po poznaniu się w czasie podróży para pobrała się w Sydney 15 grudnia 1903. Lightoller został później drugim oficerem na pokładzie RMS „Titanic” i najstarszym stopniem członkiem załogi, który przeżył zatonięcie tego liniowca.

## Wypadek

### Błędy nawigacyjne

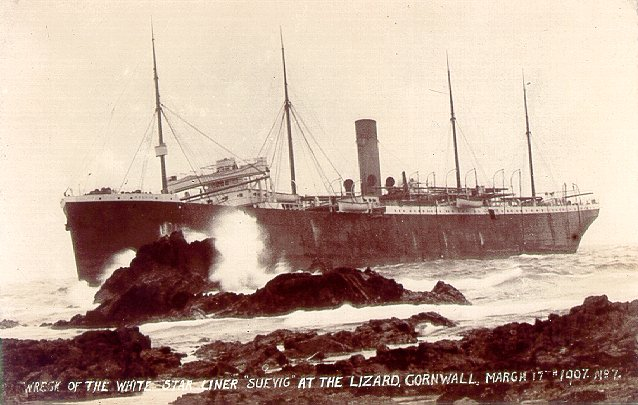
Wrak w pobliżu wybrzeża Kornwalii, 17 marca 1907

Pierwsze sześć lat służby statku obyło się bez ważniejszych wypadków. 2 lutego 1907 liniowiec opuścił Melbourne i wyruszył w podróż po drodze mając się zatrzymać planowo w Kapsztadzie, Teneryfie, Plymouth, Londynie i w końcu w Liverpoolu. Statek płynął pod dowództwem Thomasa Jonesa. 17 marca 1907 w końcu dotarli w pobliże Liverpoolu z 382 pasażerami, 141 członkami załogi i prawie pełnym ładunkiem, w skład którego wchodziło tysiące owczych tusz o wartości 400 000 funtów.
Do południa znalazł się w odległości 140 mil od południowo-wschodniego wybrzeża Anglii. Ta część wybrzeża angielskiego jest usiana potencjalnymi niebezpieczeństwami dla statków, z powodu płycizn, skał i często występującej mgły, przez co normalnie jest unikana. Jednak po południu statek wszedł w typową gęstą mgłę. O godzinie 22 okrętowi oficerowie nie mogli określić pozycji jednostki przy użyciu nawigacji według gwiazd, więc użyli w zamian światła latarniowca Lizard stojącego w Lizard Point w Kornwalii (znanego krócej jako „the Lizard”), które wkrótce spostrzegli. Po zobaczeniu światła obliczyli, że znajdują się przynajmniej w odległości 10 mil i są na bezpiecznych wodach. Pomimo mgły utrzymali pełną prędkość i nie użyli sondy do zbadania czy nie zbliżają się do brzegu.
Dwadzieścia minut po spostrzeżeniu latarniowca statek wszedł przy pełnej prędkości na skały w pobliżu Maenheere Reef, ćwierć mili od Lizard. „Suevic” znajdował się około 16 mil bliżej brzegu niż jego załoga uważała.

### Akcja ratunkowa
Jones najpierw podjął kilka prób ściągnięcia jednostki ze skał dając „całą wstecz”, ale to nie pomogło. Pomimo uszkodzeń statkowi nie groziło niebezpieczeństwo zatonięcia. Kapitan rozkazał wystrzelenie rakiet sygnalizacyjnych i zorganizował akcję, dzięki której wszyscy członkowie załogi i pasażerowie zostali ewakuowani na brzeg.
Akcja była prowadzona przez Royal National Lifeboat Institution (RNLI) i stała się największą akcją ratowniczą przeprowadzoną przez tę instytucję w ciągu jej 183 letniej historii. Łodzie ratunkowe RNLI obsadzone przez lokalnych ochotników ze stacji w Lizard, Cadgwith, Coverack i Porthleven uratowały wszystkich pasażerów (w tym 70 dzieci) i całą załogę. Operacja zajęła 16 godzin. W rezultacie wysiłków ratowników cztery srebrne medale RNLI zostały przyznane różnym ochotnikom, a dwa zostały przyznane członkom załogi „Suevic” za ich działania. W marcu 2007 zorganizowano ceremonię upamiętniającą 100-lecie akcji.

### Ściągnięcie z mielizny

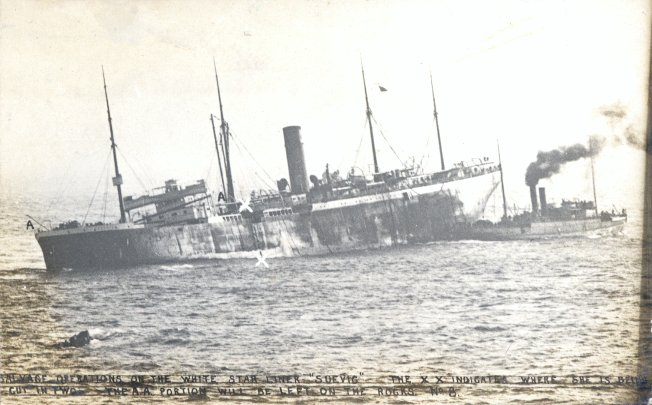
Operacje na liniowcu. Linia X-X wskazuje gdzie przecięto jednostkę. Część A-A pozostawiono na skałach.

Sekcja dziobowa była dość mocno uszkodzona, ale nadawała się do naprawy. Cała reszta statku, w tym kotły i silniki, nie zostały wcale uszkodzone. Stwierdzono, że jeżeli jednostka zostanie odciążona, przypływ podniesie ją z dna i będzie mogła odpłynąć do portu. Postępując zgodnie z tą teorią trzy dni później 20 marca wszystkie towary zostały przeładowane na małe przybrzeżne frachtowce. Początkowo wyglądało, że próba się powiodła, ale tydzień później, po tym jak różne jednostki próbowały ściągnąć „Suevic” ze skał, pogoda zmieniła się i fale wrzuciły jednostkę dalej na brzeg, skąd już nie można było jej ruszyć.
Gdy dziób został nieodwracalnie uszkodzony i pojawiła się groźba jeszcze gorszej pogody, która mogła całkowicie zniszczyć statek, szefostwo White Star zdecydowało się na zastosowanie nieortodoksyjnej metody uratowania rufowej części statku, która nie została uszkodzona, przez oddzielenie jej od uszkodzonego dziobu. „Suevic”, jak inne liniowce White Star, został zbudowany z wodoszczelnością pozwalającą na utrzymywanie się na wodzie pomimo zalania części przedziałów. Po zbadaniu wnętrz jednostki inżynierowie 4 kwietnia ułożyli ładunki wybuchowe, by oddzielić dziób na grodzi położonej w pobliżu mostka. Ten ruch zakończył się powodzeniem i tylna część statku oddzieliła się i utrzymywała się na wodzie. Grodzie wodoszczelne zachowały szczelność i statek mógł płynąć o własnych siłach, poruszając się wstecz i prowadzony przez holowniki. Udał się do Southampton. Uszkodzony dziób został zostawiony na skałach i został zniszczony.

## Odbudowa: „najdłuższy statek świata”

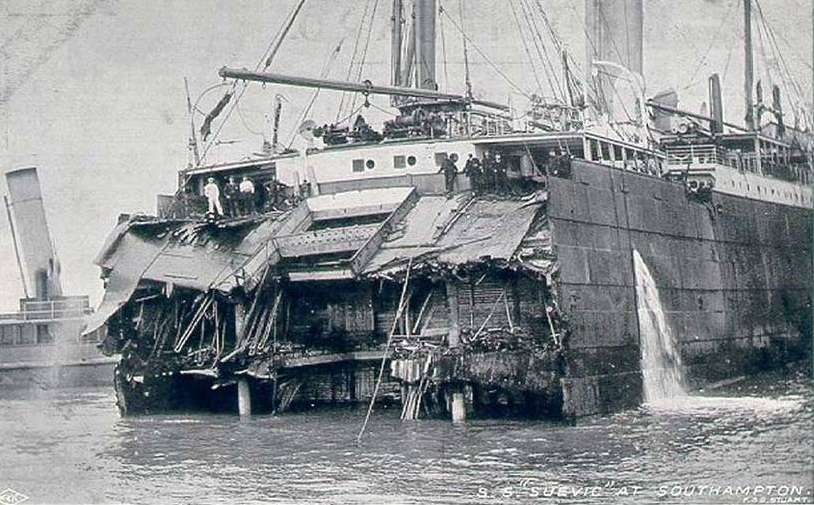
"Suevic" w Southampton czekający na nowy dziób.

White Star zamówił nową 212-stopową sekcję dziobową w stoczni Harland and Wolff w Belfaście. Sekcja została zwodowana w październiku 1907. Pojawiło się wtedy powiedzenie ze „Suevic” jest najdłuższym statkiem na świecie z dziobem w Belfaście i rufą w Southampton. Nowy dziób został odholowany do stoczni J. I. Thorneycroft & Co. w Southampton, gdzie dotarł 26 października. Przez połowę listopada był ustawiany na prawidłowej pozycji i dołączany do reszty statku. Dziób pasował dokładnie, co było potwierdzeniem umiejętności stoczniowców z Harland and Wolff. Osiemnaście miesięcy później, po największej odbudowie statku jaka została do tego czasu przeprowadzona, „Suevic” wrócił do służby.

## I wojna światowa
Gdy rozpoczęła się pierwsza wojna światowa wiele brytyjskich statków zostało zaangażowanych do służby wojnie. Z powodu zdolności do przewożenia w chłodniach mrożonego mięsa liniowce typu Jubilee nie zostały wycofane ze służby komercyjnej, więc mogły przewozić zaopatrzenie potrzebne do wojny, przewoziły także żołnierzy na swojej normalnej trasie. „Suevic” odbył jeden rejs z przeznaczeniem czysto wojskowym w marcu 1915. Przewiózł brytyjskich żołnierzy do Moudros jako część kampanii dardanelskiej. Od tego czasu do 1919 statek operował zgodnie z British Navy's Liner Requisition Scheme a nie zgodnie z zarządzeniami White Star, ale kontynuował komercyjną służbę podróżując do Australii.

## Okres międzywojenny
Po wojnie White Star przebudowała jednostkę dodając miejsca dla 266 pasażerów drugiej klasy, po czym statek wrócił na linię australijską. W marcu 1924 ukończył 50. podróż na tej linii. W 1928 „Suevic” zaczął jednak pokazywać swój wiek i White Star sprzedał go Yngvar Hvistendahl's Finnvahl A/S za sumę 35 000 funtów. Nowy armator przemianował go na „Skytteren” i wysłał go do stoczni Germaniawerft w Kilonii, by został przerobiony na statek wielorybniczy – przetwórnię.

## II wojna światowa
Gdy Niemcy zaatakowały Norwegię w 1940, podczas II wojny światowej, „Skytteren” został internowany w neutralnym porcie w Göteborgu w Szwecji, wraz z kilkoma innymi jednostkami norweskimi w kwietniu 1940. Norweski rząd na wygnaniu twierdził, że jednostki są jego własnością, co było kwestionowane przez rząd Nasjonal Samling rządzący w okupowanej Norwegii. Jednak sąd wydał wyrok korzystny dla rządu na wygnaniu. 
1 kwietnia 1942 15 norweskich statków z Göteborga podjęło próbę ucieczki na kontrolowane przez aliantów wody, gdzie miały spotkać się i zostać ochronione przez grupę okrętów brytyjskich. Jednak Szwedzi nie pozwolili norweskim statkom na użycie ich neutralnych wód do tego celu, a szwedzkie okręty zmusiły Norwegów do przyjęcia kursu prowadzącego w kierunku oczekujących niemieckich okrętów. Z 15 statków 2 dotarły do Brytyjczyków, sześć zostało zatopionych przez Niemców, dwa zostały przez Niemców zajęte, trzy wróciły do Göteborga a dwa (w tym „Skytteren”) samozatopiły się na wodach w pobliżu Maseskär (Szwecja). Ich załogi zostały uznane za jeńców wojennych. Wrak „Suevic”/„Skytteren” pozostaje w tych wodach z dziobem skierowanym na zachód.